# Украденная тетрадь
«Украденная тетрадь» (фр. Le cahier volé) — мелодрама 1993 года режиссёра Кристины Липинской, снятый по мотивам одноимённого рассказа Режины Дефорже.

## Сюжет
Действие фильма происходит в маленьком городке, в горах, сразу по окончании Второй мировой войны. Виржини, дочь владельца бара, мечтает стать писательницей, все свои впечатления и события из жизни она записывает в дневник. В одной школе с Виржини учится Анна, дочь богатых родителей. У девушек возникают романтические отношения. В это же время внимание к Виржини оказывает Жак, брат Анны, и вернувшийся с войны Морис, её детская любовь, который проходит лечение в больнице. Анна и Жак всё сильнее влюбляются в Виржини. Жак и Морис мучаются от ревности и пытаются выяснить, к кому же привязана девушка. Устав от их подозрений, Виржини решает связать жизнь с Анной. На самодельной церемонии они обмениваются кольцами и заключают брак. Не в силах получить от Виржини ответ, Жак разглашает её дневник перед жителями города. Там описаны её чувства к Анне как к некому «Полю». Анна бросается защитить свою возлюбленную и признаётся всем, что это её описывала Виржини под именем «Поль». Девушек разлучают, но они решают убежать. Виржини крадёт родительские деньги. Но побег разоблачён. Их ссаживают с поезда. Не в силах вынести разлуку с возлюбленной, Анна вешается.

## Актёрский состав
| В ролях          |  | Персонаж            |
| ---------------- |  | ------------------- |
| Элоди Буше       |  | Виржини             |
| Эдвиг Наварро    |  | Анна                |
| Серж Аведикян    |  | Андре, отец Виржини |
| Бенуа Мажимель   |  | Морис               |
| Малькольм Конрат |  | Жак                 |